# Pilea geminata
Pilea geminata är en nässelväxtart som beskrevs av Ignatz Urban. Pilea geminata ingår i släktet pileor, och familjen nässelväxter. Inga underarter finns listade i Catalogue of Life.